# Ямно (Свентокшиське воєводство)
Ямно (пол. Jamno) — село в Польщі, у гміні Ракув Келецького повіту Свентокшиського воєводства.
Населення — 71 особа (2011).
У 1975-1998 роках село належало до Келецького воєводства.

## Демографія
Демографічна структура на день 31 березня 2011 року:
|          | Загалом | Допрацездатний вік | Працездатний вік | Постпрацездатний вік |
| -------- | ------- | ------------------ | ---------------- | -------------------- |
| Чоловіки | 34      | 6                  | 23               | 5                    |
| Жінки    | 37      | 8                  | 17               | 12                   |
| Разом    | 71      | 14                 | 40               | 17                   |